# Danh sách đĩa nhạc của Zard
Đĩa nhạc của Zard, một ban nhạc J-pop Nhật Bản, bao gồm 11 album phòng thu và 45 đĩa đơn. Tất cả các bài hát đã được sáng tác bởi Sakai Izumi.

## Album

### Album phòng thu
| Năm  | Tiêu đề                                                               | Bản sao đã bán | Đỉnh | Chứng chỉ | Định dạng                      |
| ---- | --------------------------------------------------------------------- | -------------- | ---- | --------- | ------------------------------ |
| 1991 | Good-bye My Loneliness                                                | *,253,740      | 34   | -         | CD, cassette, digital download |
| 1991 | Mou sagasanai (もう探さない)                                          | *,333,080      | 36   | -         | CD, cassette, digital download |
| 1992 | HOLD ME                                                               | 1,065,190      | 2    | Million   | CD, cassette, digital download |
| 1993 | Yureru omoi (揺れる想い)                                              | 2,239,354      | 1    | 2×Million | CD, digital download           |
| 1994 | OH MY LOVE                                                            | 2,002,070      | 1    | 2×Million | CD, digital download           |
| 1995 | forever you                                                           | 1,773,930      | 1    | Million   | CD, digital download           |
| 1996 | TODAY IS ANOTHER DAY                                                  | 1,655,430      | 1    | Million   | CD, digital download           |
| 1999 | Eien (永遠)                                                           | 1,149,931      | 1    | Million   | CD, digital download           |
| 2001 | Toki no tsubasa (時間(とき)の翼)                                      | *,371,350      | 1    | Platinum  | CD                             |
| 2004 | Tomatteita tokei ga ima ugokidashita (止まっていた時計が今動き出した) | *,212,494      | 2    | Gold      | CD, digital download           |
| 2005 | Kimi to no Distance (君とのDistance)                                  | *,151,840      | 3    | Gold      | CD, digital download           |

### Album tập hợp
| Năm  | Tiêu đề                                               | Bản sao đã bán | Đỉnh | Chứng chỉ | Định dạng                      |
| ---- | ----------------------------------------------------- | -------------- | ---- | --------- | ------------------------------ |
| 1997 | ZARD BLEND ~SUN & STONE~                              | 2,004,699      | 1    | 2×Million | CD, digital download           |
| 1999 | ZARD BEST The Single Collection ~Kiseki~              | 3,034,054      | 1    | 3×Million | CD, digital download           |
| 1999 | ZARD BEST ~Request Memorial~                          | 1,496,804      | 1    | Million   | CD, digital download           |
| 2001 | ZARD BLEND II ~LEAF & SNOW~                           | *,231,386      | 4    | Gold      | CD, digital download           |
| 2006 | Golden Best ~15th Anniversary~                        | *,942,220      | 1    | Million   | 2CD, 2CD+DVD, digital download |
| 2007 | Soffio di vento ~Best of IZUMI SAKAI Selection~       | *,129,793      | 2    | Gold      | CD+DVD, digital download       |
| 2007 | Brezza di mare ~dedicated to IZUMI SAKAI~             | *,134,826      | 3    | Gold      | CD+DVD, digital download       |
| 2008 | Zard Request Best ~beautiful memory~                  | *,229,014      | 1    | Platinum  | 2CD+DVD, digital download      |
| 2008 | ZARD PREMIUM BOX 1991-2008 Complete Single Collection | N/A            | N/A  | -         | 49CD+DVD (Box Set)             |
| 2011 | ZARD SINGLE COLLECTION ~20th ANNIVERSARY~             | N/A            | N/A  | -         | 7CD (Box Set)                  |
| 2012 | ZARD ALBUM COLLECTION ~20th ANNIVERSARY~              | N/A            | 26   | -         | 12CD (Box Set)                 |
| 2016 | Zard Forever Best ~25th Anniversary                   | *,137,170      | 4    | Gold      | 4CD (Blu-spec CD)              |

### Album trực tiếp
| Năm  | Tiêu đề                                  | Bản sao đã bán | Đỉnh | Định dạng |
| ---- | ---------------------------------------- | -------------- | ---- | --------- |
| 2000 | ZARD Cruising & Live ~Genteiban Live CD~ | *,305,550      | 2    | 2CD+VHS   |

### Album đề tặng
| Năm  | Tiêu đề             | Bản sao đã bán | Đỉnh | Định dạng |
| ---- | ------------------- | -------------- | ---- | --------- |
| 2016 | D-project with Zard | *,**3,000      | 33   | CD        |

## Đĩa đơn
| Năm  | Tiêu đề                                                                                         | Đỉnh | Bản sao đã bán | Album                                                           |
| ---- | ----------------------------------------------------------------------------------------------- | ---- | -------------- | --------------------------------------------------------------- |
| 1991 | Good-bye My Loneliness                                                                          | 9    | 209,460        | Good-bye My Loneliness                                          |
| 1991 | Fushigi ne... (不思議ね···)                                                                     | 30   | 31,090         | Mou Sagasanai                                                   |
| 1991 | Mou sagasanai (もう探さない)                                                                    | 39   | 36,940         | Mou Sagasanai                                                   |
| 1992 | Nemurenai yoru wo daite (眠れない夜を抱いて)                                                    | 8    | 458,480        | HOLD ME                                                         |
| 1992 | IN MY ARMS TONIGHT                                                                              | 9    | 321,810        | Yureru omoi                                                     |
| 1993 | Makenaide (負けないで)                                                                          | 1    | 1,645,010      | Yureru omoi                                                     |
| 1993 | Kimi ga inai (君がいない)                                                                       | 2    | 801,690        | Yureru omoi                                                     |
| 1993 | Yureru omoi (揺れる想い)                                                                        | 1    | 1,396,420      | Yureru omoi                                                     |
| 1993 | Mou sukoshi ato sukoshi... (もう少し あと少し···)                                               | 2    | 843,880        | OH MY LOVE                                                      |
| 1993 | Kitto wasurenai (きっと忘れない)                                                                | 1    | 872,130        | OH MY LOVE                                                      |
| 1994 | Kono ai ni oyogi tsukarete mo/Boy (この愛に泳ぎ疲れても / Boy)                                  | 1    | 887,190        | OH MY LOVE                                                      |
| 1994 | Konna ni soba ni iru no ni (こんなにそばに居るのに)                                             | 1    | 787,660        | forever you                                                     |
| 1994 | Anata wo kanjiteitai (あなたを感じていたい)                                                     | 2    | 737,910        | forever you                                                     |
| 1995 | Just believe in love                                                                            | 2    | 655,960        | forever you                                                     |
| 1995 | Ai ga mienai (愛が見えない)                                                                     | 2    | 720,790        | [TODAY IS ANOTHER DAY]]                                         |
| 1995 | Sayonara wa ima mo kono mune ni imasu (サヨナラは今もこの胸に居ます)                            | 1    | 551,260        | TODAY IS ANOTHER DAY                                            |
| 1996 | My Friend (マイ フレンド)                                                                       | 1    | 1,000,620      | TODAY IS ANOTHER DAY                                            |
| 1996 | Kokoro wo hiraite (心を開いて)                                                                  | 1    | 746,980        | TODAY IS ANOTHER DAY                                            |
| 1997 | Don't you see!                                                                                  | 1    | 602,760        | Zard Blend: Sun & Stone                                         |
| 1997 | Kimi ni aitaku nattara... (君に逢いたくなったら···)                                             | 2    | 635,840        | Zard Blend: Sun & Stone                                         |
| 1997 | Kaze ga toori nukeru machi he (風が通り抜ける街へ)                                              | 3    | 281,130        | Eien                                                            |
| 1997 | Eien (永遠)                                                                                     | 1    | 628,770        | Eien                                                            |
| 1997 | My Baby Grand ~Nukumori ga hoshikute~ (My Baby Grand 〜ぬくもりが欲しくて〜)                    | 3    | 331,840        | Eien                                                            |
| 1998 | Iki mo dekinai (息もできない)                                                                   | 3    | 240,740        | Eien                                                            |
| 1998 | Unmei no roulette mawashite (運命のルーレット廻して)                                            | 1    | 247,560        | Eien                                                            |
| 1998 | Atarashii Door ~Fuyu no himawari~ (新しいドア ~冬のひまわり~)                                   | 3    | 205,170        | Eien                                                            |
| 1998 | GOOD DAY                                                                                        | 2    | 223,950        | Eien                                                            |
| 1999 | MIND GAMES                                                                                      | 1    | 147,130        | Zard Best: Requested Memorial                                   |
| 1999 | Sekai wa kitto mirai no naka (世界はきっと未来の中)                                             | 2    | 201,410        | Toki no tsubasa                                                 |
| 1999 | Itai kurai kimi ga afureteiru yo (痛いくらい君があふれているよ)                                 | 5    | 124,730        | Toki no tsubasa                                                 |
| 1999 | Kono namida hoshi ni nare (この涙星になれ)                                                      | 5    | 129,700        | Toki no tsubasa                                                 |
| 2000 | Get U're Dream                                                                                  | 4    | 241,220        | Toki no tsubasa                                                 |
| 2000 | promised you                                                                                    | 6    | 115,360        | Toki no tsubasa                                                 |
| 2002 | Sawayakana kimi no kimochi (さわやかな君の気持ち)                                               | 4    | 69,740         | Tomatteita tokei ga ima ugokidashita                            |
| 2003 | Ashita wo yume mite (明日を夢見て)                                                              | 4    | 62,049         | Tomatteita tokei ga ima ugokidashita                            |
| 2003 | Hitomi tojite (瞳閉じて)                                                                        | 4    | 44,208         | Tomatteita tokei ga ima ugokidashita                            |
| 2003 | Motto chikaku de kimi no yokogao miteitai (もっと近くで君の横顔見ていたい)                      | 8    | 50,489         | Tomatteita tokei ga ima ugokidashita                            |
| 2004 | Kakegae no nai mono (かけがえのないもの)                                                        | 4    | 46,244         | Kimi to no Distance                                             |
| 2004 | Kyou wa yukkuri hanasou (今日はゆっくり話そう)                                                  | 5    | 33,384         | Kimi to no Distance                                             |
| 2005 | Hoshi no kagayaki yo/Natsu wo matsu sail no you ni (星のかがやきよ／夏を待つセイル(帆)のように) | 2    | 79,816         | Kimi to no Distance                                             |
| 2006 | Kanashii hodo anata ga suki/Karatto ikou! (悲しいほど貴方が好き／カラッといこう!)               | 6    | 33,957         | Brezza di mare: Dedicated to Izumi Sakai/Zard Single Collection |
| 2006 | Heart ni hi wo tsukete (ハートに火をつけて)                                                     | 10   | 26,944         | Golden Best: 15th Anniversary                                   |
| 2007 | Glorious Mind (グロリアス マインド)                                                             | 2    | 84,027         | Zard Request Best: Beautiful Memory                             |
| 2008 | Tsubasa wo hirogete/Ai wa kurayami no naka de (翼を広げて／愛は暗闇の中で)                      | 3    | 83,694         | Zard Forever Best: 25th Anniversary                             |
| 2009 | Sunao ni ienakute (素直に言えなくて)                                                            | 5    | 36,178         | Zard Forever Best: 25th Anniversary                             |

## DVD
| Năm  | Tiêu đề                                        | Xếp hạng Oricon | Bản sao đã bán |
| ---- | ---------------------------------------------- | --------------- | -------------- |
| 2005 | What A Beautiful Moment Zard                   | 1               | 159,354        |
| 2006 | Le Portfolio 1991-2006 Zard                    | 1               | 180,027        |
| 2011 | What a beautiful memory 2007                   | 16              | X              |
| 2011 | What a beautiful memory 2008                   | 18              | X              |
| 2011 | What a beautiful memory 2009                   | 15              | X              |
| 2011 | What a beautiful memory ~forever you~          | 1               | X              |
| 2016 | Zard Music Video Collection ~25th Anniversary~ | 2               | X              |
| 2016 | What a beautiful memory ~25th Anniversary~     | 3               | X              |